# Uhlenbrock (Münster)
Die Bauerschaft Uhlenbrock befindet sich in der nordwestlichen Ecke der westfälischen Stadt Münster, zu der die Bauerschaft (im Münsterland ist diese Bezeichnung statt „Bauernschaft“ üblich) seit der Kommunalreform von 1975 gehört, zwischen der Bauerschaft Häger und der Stadtgrenze.
Ihren Namen hat sie wahrscheinlich vom Gut Uhlenbrock, einem ehemals adligen, freien Gut, zu dem zeitweise auch die Höfe Farwick-Hüntrop, Schmidthaus (Leiferding) und Alberding gehörten. Es war ab dem 14. Jahrhundert im Besitz des Erbmännergeschlechts von Kerckerinck, dann durch Heirat im 16. Jahrhundert im Besitz der Droste zu Uhlenbrock, einer protestantisch gewordenen Linie der Droste zu Hülshoff, die durch Alhard III. († 1593), einen Sohn des Münsteraner Bürgermeisters Everwin II. von Droste zu Handorf sowie der Gertrud von Steveninck zu Möllenbeck, begründet wurde. Dieser war als Erbe seines Vaters 1545 auch mit dem Hof Varwecke in Havixbeck und Familienbesitzungen in Handorf belehnt worden. 1536 war er unter den Stadträten von Münster, die – nach dem Verbot der Stadtratswahlen – durch den Bischof eingesetzt wurden. So musste er vermutlich an der grausamen (damals leider gesetzmäßigen) Hinrichtung der Täuferführer vor der Lambertikirche (Münster) und den anschließenden Maßnahmen in der verwüsteten Stadt teilnehmen. Seine Ehefrau Margaretha von Kerckerinck erbte 1541 auch einen Erbmännerhof in der Stadt Münster. Söhne aus dieser Ehe waren der Nachfolger Everwin IV. Droste zu Uhlenbrock († 1611) sowie Heinrich II. Droste zu Uhlenbrock, von dem die Droste zu Hofe abstammen. Gut Uhlenbrock erhielt ihre Schwester Anna. Von den Droste zu Uhlenbrock leiteten auch die Drostes in Danzig und Königsberg ihre Abstammung ab.
Bis heute besteht die Bauerschaft aus verstreuten Höfen ohne Ortscharakter.
Der Name Uhlenbrock stammt nicht, wie vermutet werden könnte, von „Uhlen / Eulen“, sondern ist abgeleitet von Ohl oder Aul, was Sumpf bedeutet, und auch „-brock“ (mit langem o, sonst auch Brook geschrieben) für „Bruch, feuchte Wiese, Sumpf- oder Morastgrund“.